# Cristina Quintarelli
Cristina Quintarelli (Roma, 24 agosto 1963 – Roma, 4 novembre 2023) è stata una nuotatrice italiana.

## Biografia
Farfallista, esordì non ancora quattordicenne ai campionati italiani, vincendo un titolo già nella primavera del 1977; in estate debuttò ai campionati europei di nuoto di Jönköping. Nel 1978 migliorò il primato italiano dei 200 m farfalla e vinse tre titoli italiani individuali; con la nazionale vinse in primavera nella coppa latina i 200 m delfino, quindi la medaglia d'argento nei 200 m farfalla agli europei giovanili di Firenze e partecipò ai mondiali a Berlino ovest nei 100 e nei 200 m farfalla.
Nel 1979 tornoò a vincere la gara dei 200 m farfalla in coppa latina e si aggiudcò la medaglia di bronzo nei 100 m farfalla ai Giochi del Mediterraneo di Spalato, dove si ripresentò nel 1981 per partecipare agli europei. Nel 1984 fu convocata per i Giochi olimpici di Los Angeles, dove nuotò nei 100 m farfalla, fermandosi però alle batterie.

## Palmarès
questa tabella è incompleta
| Giochi olimpici                   | 100 m farfalla          | 200 m farfalla          |
| 1984 Los Angeles Stati Uniti      | 24ª in batteria 1'05"35 | ---                     |
| Campionati del mondo              | 100 m farfalla          | 200 m farfalla          |
| 1978 Berlino ovest Germania Ovest | 16ª in batteria 1'04"55 | 12ª in batteria 2'17"77 |
| Giochi del Mediterraneo           | 100 m farfalla          | 200 m farfalla          |
| 1979 Spalato Jugoslavia           | Bronzo 1'06"29          | ---                     |
| Europei giovanili                 | 100 m farfalla          | 200 m farfalla          |
| 1978 Firenze Italia               | ---                     | Argento 2'17"32         |

### Altri risultati
Coppa latina (vengono elencate solo le gare individuali)
- 1978: San Juan,  Porto Rico

200 m farfalla: oro, 2'18"28
- 1979: Rio de Janeiro,  Brasile

200 m farfalla: oro, 2'19"11

### Campionati italiani
4 titoli individuali e 1 in staffetta, così ripartiti:
- 1 nei 100 m farfalla
- 3 nei 200 m farfalla
- 1 nella staffetta 4 x 100 m mista

| Anno | Edizione    | st.libero 4x100 m | st.libero 4x200 m | farfalla 100 m | farfalla 200 m | mista 4x100 m |
| ---- | ----------- | ----------------- | ----------------- | -------------- | -------------- | ------------- |
| 1976 | Estivi      | -                 | -                 | -              | 3              | -             |
| 1977 | Primaverili | -                 | -                 | -              | 2              | 1             |
| 1977 | Estivi      | -                 | -                 | -              | 2              | -             |
| 1978 | Primaverili | 2                 | -                 | 3              | 1              | -             |
| 1978 | Estivi      | 2                 | 3                 | 1              | 1              | -             |
| 1979 | Primaverili | -                 | -                 | 3              | 1              | 2             |
| 1979 | Estivi      | -                 | -                 | 2              | 3              | -             |
| 1980 | Primaverili | -                 | -                 | -              | 2              | -             |
| 1981 | Estivi      | -                 | -                 | -              | 2              | -             |
| 1982 | Primaverili | -                 | -                 | 2              | -              | -             |
| 1982 | Estivi      | -                 | -                 | 3              | 2              | -             |